# Morti nel 1306
| Questa pagina contiene informazioni ricavate automaticamente dalle voci biografiche con l'ausilio del template Bio e di un bot. L'aggiornamento è periodico e automatico e ricostruisce completamente la pagina. Se manca una persona in questa lista, sei pregato di non aggiungerla, ma accertati piuttosto che la sua voce biografica contenga il template Bio e che i dati anagrafici siano correttamente compilati. Se il template Bio manca, inseriscilo tu stesso o, in alternativa, metti l'avviso {{tmp\|Bio}} che ne segnala la mancanza. Se i dati riportati sono sbagliati, correggi direttamente la voce biografica; le modifiche saranno visibili in questa lista entro pochi giorni. Per chiarimenti vedi il progetto biografie. La lista contiene solo le 24 persone che sono citate nell'enciclopedia e per le quali è stato implementato correttamente il template Bio. Pagina aggiornata al 10 ago 2025. |

- 10 febbraio - John Comyn, III Signore di Badenoch, nobile, politico e generale scozzese
- 21 marzo - Roberto II di Borgogna, duca (n. 1248)
- 25 marzo - Ottone III di Ravensberg, nobile tedesco (n. 1246)
- 6 aprile - Guillaume de Flavacourt, arcivescovo cattolico francese
- 5 maggio - Costantino Paleologo, principe e generale bizantino (n. 1261)
- 24 maggio - Filippo da Piacenza, religioso italiano
- 30 maggio - Isabella di Beauchamp, nobile inglese
- 23 luglio - Giovanna da Orvieto, religiosa italiana
- 4 agosto - Venceslao III di Boemia, re (n. 1289)
- 22 settembre - Giovanni di Parigi, filosofo e teologo francese
- 3 ottobre - Margherita di Navarra, principessa (n. 1240)
- 18 ottobre - Pandolfo Savelli, politico italiano
- 7 dicembre - Teodorico Ranieri, cardinale italiano
- 12 dicembre - Corrado da Offida, francescano italiano (n. 1237)
- 25 dicembre - Jacopone da Todi, religioso e poeta italiano
- 25 dicembre - Verde di Salizzole, nobile
- Roger Bigod, V conte di Norfolk, nobile britannico
- Nigel Bruce, nobile scozzese (n. 1279)
- Oberto Doria, politico e ammiraglio italiano (n. 1229)
- Torgils Knutsson, militare svedese
- Brandelisio Riccadonna, giurista italiano
- Christopher Seton, nobile e cavaliere medievale scozzese (n. 1278)
- Gherardo III da Camino, militare italiano
- Costanza della Scala, nobildonna italiana